# Thomas Joseph Thyne
Thomas Joseph „T.J.” Thyne (ur. 7 marca 1975) – amerykański aktor. Odtwórca roli doktora Jacka Hodginsa w serialu FOX Kości (2005–2017).

## Życiorys
Urodził się w Bostonie, jest jednym z sześciorga dzieci Catherine Thyne i Johna J. Thyne II.
Jednym z jego braci jest producent telewizyjny Tone Thyne, inny to prawnik John Thyne III, który był kandydatem do rady miasta Santa Barbara w wyborach w 2009 roku.
T.J. Thyne uczęszczał do szkoły średniej w Plano. Następnie ukończył studia aktorskie na Uniwersytecie Southern California w 1997 roku. W 2001 był współzałożycielem Teatru Junkies, który oferuje warsztaty i grupy rozwoju zawodowego dla aktorów w Los Angeles.

## Filmografia

### Filmy
- 1999: Ed TV jako facet z bractwa
- 2000: Rocky i Łoś Superktoś jako prawicowy student (niewymieniony w czołówce)
- 2000: Erin Brockovich jako David Foil
- 2000: Grinch: Świąt nie będzie jako Stu Lou Who

### Seriale
- 1998: Przyjaciele jako doktor Oberman
- 1998: Pan Złota Rączka jako młody człowiek przed barem
- 1998: Ich pięcioro jako chłopak pierwszego roku
- 1998: Dharma i Greg jako „gość z gazety” w sklepie Dharmy
- 1999: Kenan i Kel jako histeryczny mężczyzna
- 1999: Jak pan może, panie doktorze? jako Pan Messinger
- 2000: Zdarzyło się jutro jako Leonard Culver
- 2000: Tragikomiczne wypadki z życia Titusa jako Brian, brat byłej dziewczyny Tytusa, Noelle
- 2000: Strażnik Teksasu jako Wallace „Czarnoksiężnik” Slausen
- 2000: Ja się zastrzelę jako Jared
- 2004: Orły z Bostonu jako Mark Shrum
- 2004: Czarodziejki jako Światły Danny
- 2004: Bez skazy jako Koszmar
- 2004: Agenci NCIS jako Carl
- 2004: Dowody zbrodni jako Kip Crowley (1985)
- 2004: On, ona i dzieciaki jako dostawca pizzy
- 2004: Bez śladu jako Duncan
- 2004: CSI: Kryminalne zagadki Las Vegas jako chłopak z torby
- 2004: Anioł ciemności jako prawnik
- 2004–2005: Huff jako Neil
- 2005: 24 godziny jako Jason Gerard
- 2005: Życie na fali jako Larry Bernstein
- 2005: CSI: Kryminalne zagadki Nowego Jorku jako Ron Lathem
- 2005: On, ona i dzieciaki jako Bodhi kierownik rekolekcji
- 2005–2017: Kości jako dr Jack Hodgins
- 2012: The Finder jako dr Jack Hodgins
- 2019: Prawo i porządek: sekcja specjalna jako dr Joshua Hensley
- 2020: Chirurdzy jako Aaron Morris
- 2021: Rekrut jako Pan Edwards